# Santa Ana, Alto Lucero de Gutiérrez Barrios
Santa Ana är en ort i Mexiko.   Den ligger i kommunen Alto Lucero de Gutiérrez Barrios och delstaten Veracruz, i den sydöstra delen av landet, 280 km öster om huvudstaden Mexico City. Santa Ana ligger 12 meter över havet och antalet invånare är 894.
Terrängen runt Santa Ana är platt norrut, men åt sydväst är den kuperad. Havet är nära Santa Ana åt nordost.  Närmaste större samhälle är Villa Emilio Carranza, 14,0 km nordväst om Santa Ana. 